# New York Mets
O New York Mets é um time de beisebol da Major League Baseball, sediado no distrito de Queens, em Nova Iorque. A equipe está na Divisão Leste da National League. O time manda seus jogos no Estádio Citi Field, com capacidade para quase 42 mil pessoas.
A franquia foi fundada em 1962, para substituir dois times de beisebol da cidade que se mudaram para a Califórnia, New York Giants, que foi para San Francisco e o Brooklyn Dodgers, que se mudou para Los Angeles.
O Mets é bicampeão da MLB, tendo vencido a World Series em 1969 e 1986. Alcançou outras três finais (2015, 2000 e 1973), uma delas contra o outro time da cidade, o New York Yankees, em 2000, na apelidada "Série do Metrô".

## Conquistas
- World Series: (2) 1986 e 1969.
- Liga Nacional: (5) 2015, 2000, 1986, 1973 e 1969.
- Títulos de Divisão: (6) 2015, 2006, 1988, 1986, 1973 e 1969.